# 京成押上線

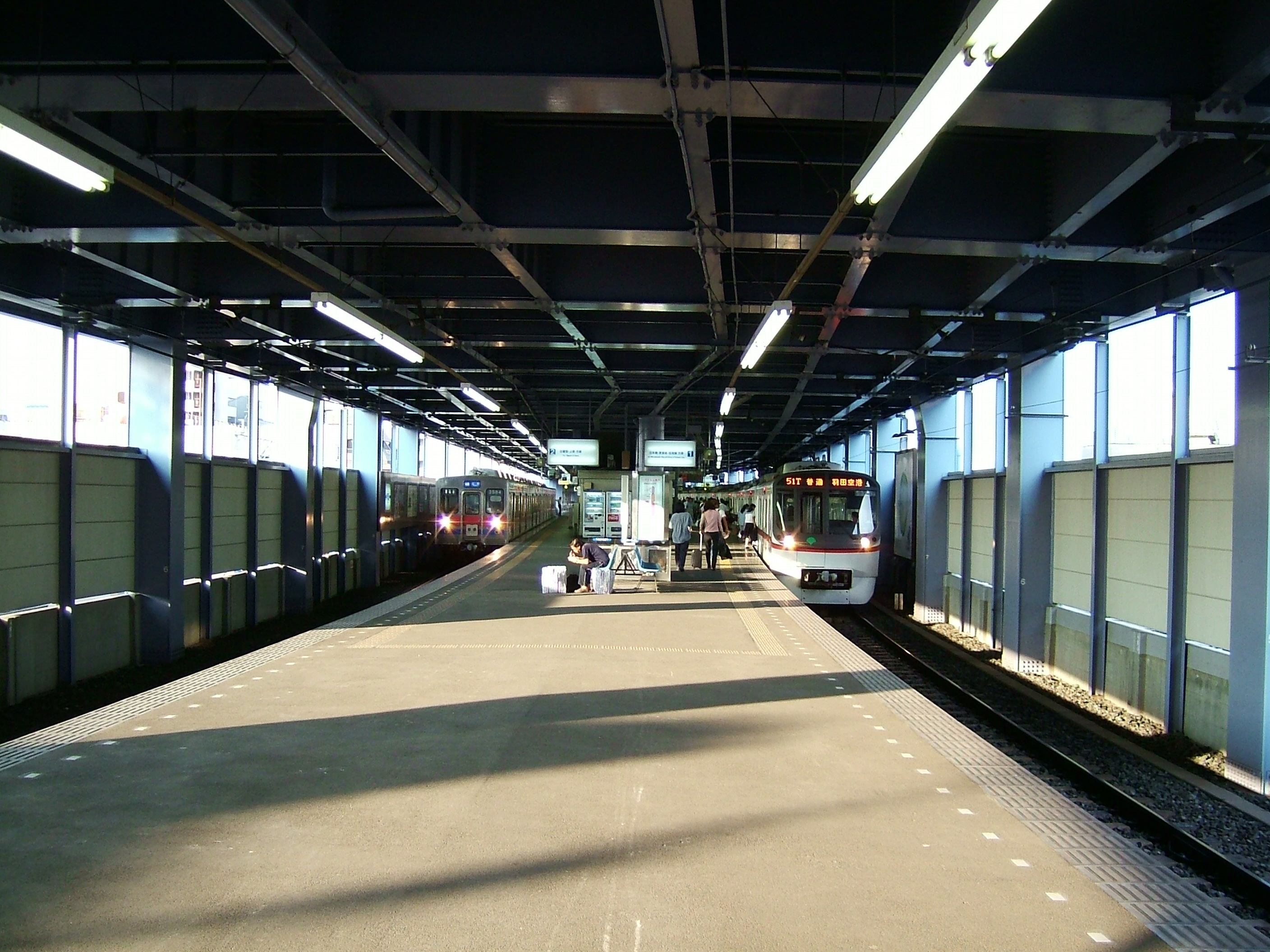
本線上野方面（左）と押上線が分かれる青砥駅（上野・押上方面のりば）

押上線（おしあげせん）は、東京都墨田区の押上駅と葛飾区の青砥駅を結ぶ京成電鉄の鉄道路線。都営地下鉄浅草線と京成電鉄本線をつないでいる。駅ナンバリングで使われる路線記号はKS。

## 概要
営業キロ5.7 kmの短い路線で、沿線は密集した住宅地・町工場に囲まれている。起点の押上駅を介して都営地下鉄浅草線、京急線との直通運転を行っており、浅草・日本橋・銀座（東銀座駅）・新橋といった東京の商業・業務中心地と直結し、東京国際空港（羽田空港）方面にもアクセスする。
また、本線および成田スカイアクセス線直通により成田国際空港（成田空港）を結んでおり、短距離ながらも京成の主要幹線であると同時に東京の2つの国際空港を都心経由でつなぐ大動脈の一翼を成す。一方、京成の看板列車といえるスカイライナーは押上線に入らず本線京成上野駅を発着する。
都営地下鉄浅草線との直通運転によって、早朝・深夜を除き事実上浅草線と一体化した運転系統となっている。さらに泉岳寺・京急本線品川を経由して京急本線・久里浜線（横浜・三崎口方面）・空港線（羽田空港方面）と直通運転を行っている。終点の青砥駅においても、隣駅の京成高砂駅経由で本線（京成船橋方面）・北総鉄道北総線（千葉ニュータウン方面）・成田スカイアクセス線（成田湯川経由成田空港方面）に乗り入れる列車が多い。さらには東成田線東成田駅を経由して芝山鉄道線（芝山千代田方面）に直通する列車もある。また直接ではないが、青砥駅で本線の京成上野方面列車に乗り換えて、日暮里・京成上野方面に向かう乗客も多い。
多岐にわたる直通運転が行われているため、自社のほかに東京都交通局・京浜急行電鉄・北総鉄道の合計4事業者の車両が走行している。
京成電鉄（当時は京成電気軌道）の最初の開業区間は、1912年に開業した現在の当路線と本線の一部にあたる押上 - 江戸川間と、金町線の一部の京成高砂 - 柴又間である。京成におけるターミナルは押上駅が最初であり、押上 - 青砥間は本線の一部であった。当初は押上駅から浅草方面への延伸を目指していたが、計画を変更して上野公園駅（現：京成上野駅）から日暮里駅を経て青砥駅までを結ぶ路線が開業してからは本線の地位をそちらに譲り、押上 - 青砥間は押上線となった。
1960年に都営1号線（現在の浅草線）と直通運転が開始され、押上線は京成電鉄における都心直結路線としての機能が確立し、本線のターミナルである京成上野駅・日暮里駅よりも多くの乗客数を輸送する路線となる。なお、私鉄路線 - 地下鉄との直通運転は、日本初であった。
1991年に北総線が京成高砂駅まで延伸すると、北総線 - 都心間のルートの一部を担うこととなった。さらにエアポート快特の運行開始後は、成田空港 - 羽田空港の両空港間を1本の列車で結ぶルートの一部となった。京成線内快速運転開始後は一時両空港を結ぶ列車は大幅に減便されたものの、成田スカイアクセス線の開業後に新しく列車種別に空港アクセスを目的としたアクセス特急が設定され、このアクセス特急による両駅を結ぶ列車が再び増えた。このように、京成本線と都心を直結する連絡線としての機能のほかに、両空港のアクセスを受け持つ中継線としての機能を持つ路線ともなった。

### 路線データ
- 路線距離：5.7 km
- 軌間：1435 mm
- 複線区間：全線
- 電化区間：全線（直流1500 V）
- 閉塞方式：自動閉塞式
- 保安装置：C-ATS
- 最高速度：105 km/h[1]

## 運転
前述のとおり、京成本線・成田空港線（成田スカイアクセス線）・芝山鉄道線・北総鉄道北総線・都営浅草線・京急線と直通運転を行っており、行き先・列車種別・運行系統は多岐にわたる。
快速以上の列車種別の押上線内停車駅はいずれも押上駅と青砥駅の2駅のみで、線内の途中駅はすべて通過する。一方で浅草線内では同線内「エアポート快特」となる列車以外は各駅に停車する。このため、押上線内では普通以外の種別は（押上駅で種別変更する列車など一部を除く）、京急線・北総線・京成本線京成高砂駅以東・成田スカイアクセスでの種別に合わせた案内をしている。ただし、京成では「快速特急」と呼称するが、京急では「快特」と呼称されるほか、京成では「エアポート快特」の呼称は用いない。他方では京成における「急行」の呼称は廃止された。そのため、たとえば浅草線内「エアポート快特」で運転される青砥駅・京成高砂駅発着列車は当線内は「快速特急」として案内される。また、浅草線・京急線内「急行」で運転される青砥駅発着列車は当線内は「快速」として案内される。
押上駅 - 青砥駅間のみを運行する列車は平日上り3本、土休日下り2本・上り2本の普通列車のみで、それ以外の列車は他の路線に乗り入れている。押上線内では速達列車・普通での運用であっても、都営浅草線・京急線では列車種別が異なる運用が多く、上り方面（押上線から都心・京急線方面）においては押上駅で、下り方面（京急線から押上線方面）においては京急線の品川駅あるいは押上駅で、それぞれ列車種別の変更をしている。ただし都営浅草線内は、エアポート快特以外、すべての列車種別が各駅停車である。
日中の運転本数は1時間あたり各駅に停車する普通（全列車京急線直通で京急線内は特急または快特）と、快速・アクセス特急・特急などの優等列車がそれぞれ6本ずつ設定されており、40分周期での運転パターンを構成している。朝ラッシュ時は最ピーク1時間に23本の設定があり、京成本線 - 押上線 - 都営浅草線の速達列車が多く設定されるが、都営浅草線は前述の通り、エアポート快特以外は各駅停車で、ラッシュ時は待避設備のある駅がないため、エアポート快特は上りの1本のみとなっている。
線内で通過列車の待避が可能な駅である2面3線の八広駅は、待避線を上下線で共有使用しているために上下列車が同時に列車通過待ちをすることができない。朝ラッシュ時は上り方面に5分に1本の割合で速達列車が設定されており、八広駅で通過待ちを行う普通列車が多いため、待避設備を上りに占有されており、この時間帯の下りの速達列車は約20 - 50分間隔で運転されるアクセス特急と8時台の快速1本のみである。逆に夜は下り方面に速達列車が設定されるが、1時間あたり最大6本と朝のラッシュ時よりは少なく、八広駅で待避を行う普通列車も少ない。しかしこの時間帯の上りの速達列車は、やはり30分に1本程度である。
なお、朝の京成高砂行き普通列車の中には京成高砂駅で京成佐倉・京成成田方面行きの快速となる列車があるほか、平日夕夜間の普通京成高砂行き1本は京成高砂駅から成田スカイアクセス線経由のアクセス特急成田空港行きとなる。逆に、京成成田方面からの快速京成高砂行きや成田空港駅からのアクセス特急京成高砂行きの中には京成高砂駅で行先と種別を変更した上で普通列車として押上線へ直通する列車があり、京成高砂駅から西馬込・羽田空港・逗子・葉山行きに変更し、さらに押上駅から都営浅草線・京急線に直通する。
ほとんどの列車が8両編成での運行だが、わずかに6両編成が存在する。都営浅草線に直通する6両編成の運転は2014年11月8日のダイヤ改正で全廃された。4両編成は定期列車での設定は無く、年末年始の終夜運転で押上駅 - 金町駅間の金町線直通列車に限り4両編成で運行される。2010年7月2日までは深夜と早朝に各1本押上駅発着の4両編成の金町線直通列車があった。1985年10月のダイヤ改正までは、4両編成の都営線直通も設定されていた。
| \| 種別・系統＼駅名 \| 種別・系統＼駅名 \| 種別・系統＼駅名 \| 京急線方面 （京急線種別） \| 西馬込 \| … \| 泉岳寺 \| … \| 押上 \| 押上 \| … \| 青砥 \| 京成高砂 \| 京成線・北総線方面 （京成線・北総線種別） \| 本数 \| 使用車両 \| 備考 \| \| ---------------- \| ---------------- \| ---------------- \| ---------------------------- \| ------ \| ---- \| -------------- \| -------------- \| -------------- \| ------------ \| ------------ \| ------------ \| ------------ \| --------------------------------------------------- \| ---- \| ----------------------------------------------- \| ----------------------------------------------------------------------------------------------- \| \| 運行区間 \| エアポート快特 \| A \| ←羽田空港 （エアポート快特） \| \| \| エアポート快特 \| エアポート快特 \| エアポート快特 \| アクセス特急 \| アクセス特急 \| アクセス特急 \| アクセス特急 \| 成田スカイアクセス線経由 成田空港→ （アクセス特急） \| 1本 \| 京成車・都営車・京急車 （スカイアクセス線対応） \| - 押上にて横浜方面特急(E)に接続 \| \| 運行区間 \| 羽田空港方面 \| B \| ←羽田空港 （快特） \| \| \| 普通 \| 普通 \| 普通 \| 普通 \| 普通 \| 普通 \| \| \| 1本 \| 北総車・京成車・都営車・京急車 \| \| \| 運行区間 \| 羽田空港方面 \| C \| ←羽田空港 （特急） \| \| \| 普通 \| 普通 \| 普通 \| 普通 \| 普通 \| 普通 \| 普通 \| 印旛日本医大→ （普通） \| 2本 \| 北総車・京成車・都営車・京急車 \| \| \| 運行区間 \| 横浜方面特急 \| D \| ←三崎口 （特急） \| \| \| 普通 \| 普通 \| 普通 \| 特急 \| 特急 \| 特急 \| 特急 \| \| 1本 \| 都営車・京急車 \| - Eと併せて押上以南20分間隔 - 泉岳寺にて西馬込区間便(G)に接続 \| \| 運行区間 \| 横浜方面特急 \| E \| ←三崎口 （特急） \| \| \| 普通 \| 普通 \| 普通 \| 普通 \| 普通 \| 普通 \| \| \| 1本 \| 京急車 \| - Dと併せて押上以南20分間隔 - 押上にてエアポート快特(A)を待避 - 泉岳寺にて西馬込区間便(G)に接続 \| \| 運行区間 \| 京成本線快速 \| F \| \| 普通 \| 普通 \| 普通 \| 普通 \| 普通 \| 快速 \| 快速 \| 快速 \| 快速 \| 京成本線経由 成田空港→ （快速） \| 2本 \| 京成車・都営車・京急車 \| - Gと併せて泉岳寺以南10分間隔 - 泉岳寺にて同駅始発・終着の横浜方面快特に接続 \| \| 運行区間 \| 西馬込区間便 \| G \| \| 普通 \| 普通 \| 普通 \| \| \| \| \| \| \| \| 2本 \| 京成車・都営車・京急車 \| - Fと併せて泉岳寺以南10分間隔 - 泉岳寺にて横浜方面特急(D,E)に接続 \| |                  |                  |                              |        |      |                |                |                |              |              |              |              |                                                     |      |                                                 |                                                                                                 |
| 注意：京成や京急に直通する普通は浅草線内で直通先の種別を表示する。 |                  |                  |                              |        |      |                |                |                |              |              |              |              |                                                     |      |                                                 |                                                                                                 |
| 種別・系統＼駅名 | 種別・系統＼駅名 | 種別・系統＼駅名 | 京急線方面 （京急線種別）    | 西馬込 | …    | 泉岳寺         | …              | 押上           | 押上         | …            | 青砥         | 京成高砂     | 京成線・北総線方面 （京成線・北総線種別）           | 本数 | 使用車両                                        | 備考                                                                                            |
| 運行区間 | エアポート快特   | A                | ←羽田空港 （エアポート快特） |        |      | エアポート快特 | エアポート快特 | エアポート快特 | アクセス特急 | アクセス特急 | アクセス特急 | アクセス特急 | 成田スカイアクセス線経由 成田空港→ （アクセス特急） | 1本  | 京成車・都営車・京急車 （スカイアクセス線対応） | - 押上にて横浜方面特急(E)に接続                                                                 |
| 運行区間 | 羽田空港方面     | B                | ←羽田空港 （快特）           |        |      | 普通           | 普通           | 普通           | 普通         | 普通         | 普通         |              |                                                     | 1本  | 北総車・京成車・都営車・京急車                  |                                                                                                 |
| 運行区間 | 羽田空港方面     | C                | ←羽田空港 （特急）           |        |      | 普通           | 普通           | 普通           | 普通         | 普通         | 普通         | 普通         | 印旛日本医大→ （普通）                              | 2本  | 北総車・京成車・都営車・京急車                  |                                                                                                 |
| 運行区間 | 横浜方面特急     | D                | ←三崎口 （特急）             |        |      | 普通           | 普通           | 普通           | 特急         | 特急         | 特急         | 特急         |                                                     | 1本  | 都営車・京急車                                  | - Eと併せて押上以南20分間隔 - 泉岳寺にて西馬込区間便(G)に接続                                   |
| 運行区間 | 横浜方面特急     | E                | ←三崎口 （特急）             |        |      | 普通           | 普通           | 普通           | 普通         | 普通         | 普通         |              |                                                     | 1本  | 京急車                                          | - Dと併せて押上以南20分間隔 - 押上にてエアポート快特(A)を待避 - 泉岳寺にて西馬込区間便(G)に接続 |
| 運行区間 | 京成本線快速     | F                |                              | 普通   | 普通 | 普通           | 普通           | 普通           | 快速         | 快速         | 快速         | 快速         | 京成本線経由 成田空港→ （快速）                     | 2本  | 京成車・都営車・京急車                          | - Gと併せて泉岳寺以南10分間隔 - 泉岳寺にて同駅始発・終着の横浜方面快特に接続                    |
| 運行区間 | 西馬込区間便     | G                |                              | 普通   | 普通 | 普通           |                |                |              |              |              |              |                                                     | 2本  | 京成車・都営車・京急車                          | - Fと併せて泉岳寺以南10分間隔 - 泉岳寺にて横浜方面特急(D,E)に接続                               |

### 列車種別
「快速特急」「特急」「通勤特急」「快速」は京成本線・芝山鉄道線と直通する種別であり、「アクセス特急」「普通」は北総線・成田スカイアクセス線と直通する種別である。「特急」は双方とも存在する。なお例外として、押上線内発着の「快速特急」「快速」「普通」や、京成本線内のみを快速運転する「普通」も存在する。

#### 快速特急
京成電鉄では2006年12月に登場した列車種別である。朝夕は京成本線 - 都営浅草線を結ぶ通勤・通学向けの速達列車で、朝は上り方面のみ、夜は上り方面（1本のみ）と下り方面が運行される。平日の夜間に一部、芝山鉄道線の芝山千代田行きの列車がある。
2014年11月のダイヤ改正からはアクセス特急と交互に40分に1本の間隔で日中にも青砥駅・京成高砂駅発着で設定されていた。当初は、羽田空港 - 青砥駅・京成高砂駅間で京急線内快特（京急蒲田駅に停車）・浅草線内エアポート快特として運転し、青砥駅で京成本線経由特急もしくは普通列車と、押上駅で横浜方面快特に接続していたが、2022年2月26日ダイヤ改正により、三崎口駅 - 京成高砂駅間の全線を快特（快速特急）として運転する列車が設定されたものの、同年11月26日のダイヤ改正で、京急線内の種別が特急に変更されたことに伴い、京成線内の種別も特急に変更された。現在は、平日の青砥始発三崎口行き1本のみ快速特急（押上駅から快特）として運行されている。

#### アクセス特急
成田空港線（成田スカイアクセス線）を経由する列車。ほぼ終日運行される。
日中の大半の列車が羽田空港第1・第2ターミナル発着で都営浅草線内・京急線内をエアポート快特として運行する。この場合は北行・南行とも押上駅で種別変更を行う。日中は青砥駅で京成本線経由快速特急または普通列車と、押上駅で横浜方面特急に接続する。
日中以外の時間帯には、浅草線内各駅に停車する列車も存在する。この場合、成田空港行きは品川駅からアクセス特急（京成線内の種別）と、羽田空港行きは押上駅から急行または快特（京急線内の種別）、西馬込行きは普通と案内される。
2022年2月26日のダイヤ改正により、それまで京成上野発着で運転されていた夕方・夜間も押上線直通に変更された。

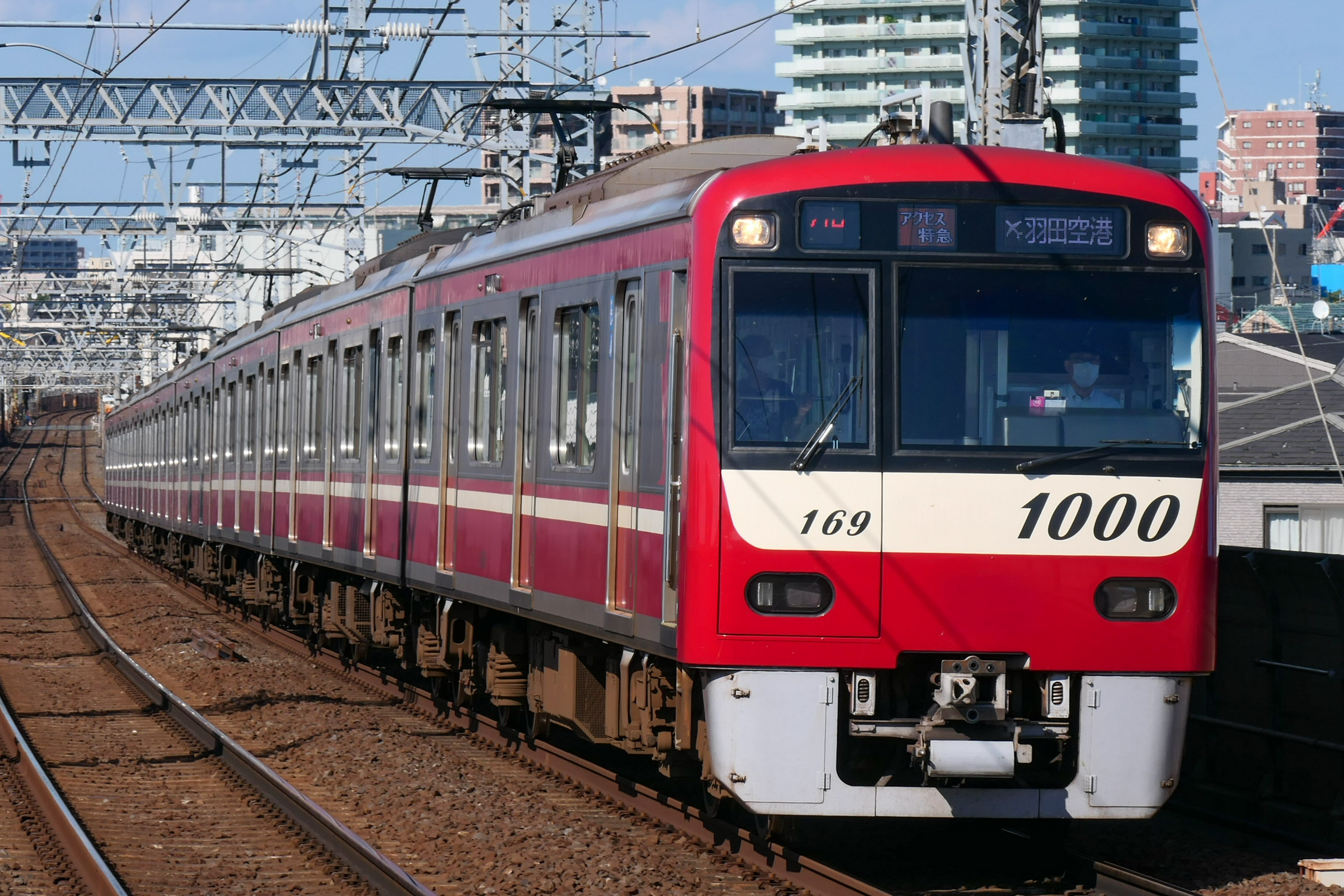
押上線内のアクセス特急。浅草線以南では表記と種別が変わる。

#### 特急
平日朝夕は北総線・京成本線 - 都営浅草線を結ぶ通勤・通学向けの速達列車として運行される。平日上り北総線からの特急は、京成高砂駅と青砥駅において京成本線の通勤特急京成上野行きと接続する。また、日中は平日・土休日とも京急線横浜方面の直通列車のうち半数を特急として運転している。

#### 通勤特急
現行のものは2002年10月に登場した。京成本線 - 都営浅草線を結ぶ列車で、快特と同じく通勤・通学向けの速達列車である。

#### 快速
2002年10月12日に登場した。京成本線 - 都営浅草線を結ぶ列車で、日中の運行を主体とするが朝夜に運行される列車もある。土休日夕方に関しては、平日の快速特急・特急・通勤特急に代わる京成本線方面直通速達列車として機能している。
日中は西馬込駅発着で、途中の泉岳寺駅で同駅折り返しの横浜方面快特に接続する。京成車を中心に一部列車は都営車・京急車で運転される。

#### 普通
押上線の「普通」（各駅停車）は都営浅草線と直通する列車を主体とし、北総線・都営浅草線（西馬込駅発着）・京急線（羽田空港・横浜方面発着）と運用範囲が多方面に及ぶ。ただし、西馬込駅や押上駅を発着とする列車は少なく、大多数が京急線直通であり、日中は4本に1本が三崎口駅発着となるほかはすべて羽田空港発着である。また、押上線 - 京成本線（京成船橋方面）を直通する普通は設定されていないが、京成高砂駅で押上線の普通から種別・列車番号を変更して京成本線の快速や成田スカイアクセス線のアクセス特急となる列車（押上線内は普通京成高砂行きと表示される）や、逆に京成高砂駅で京成本線の快速や成田スカイアクセス線のアクセス特急から種別・列車番号を変更して押上線の普通となる列車が、それぞれ設定されている。
なお、京急線直通列車は品川発着の列車を除いて南行きは押上駅で、北行きは品川駅で種別が変わる（羽田空港方面は京急線内快特・特急・急行、横浜方面は京急線内快特もしくは特急。特に日中時間帯は羽田空港方面の列車は快特または特急、横浜方面の列車は全列車特急となる）。運行形態については「都営地下鉄浅草線」を参照のこと。

### 過去の列車種別
急行
日中は西馬込 - 青砥・京成高砂間の設定（泉岳寺駅で京急線始発快特に接続）、夜下りは西馬込 - 北総線の設定となっていた（上りは1本だけ三崎口発・京急線内快特）。北総線直通列車は、北総線内でも通過駅の設定がある。2010年5月の改正までの日中の青砥行き・京成高砂行きは、京急線からの直通快特が40分に1本の割合で押上線内を急行運転していた。また、夜下り1本に北総線 - 京急線の品川行きの列車があったが、ダイヤ改正で羽田空港行（京急線内エアポート急行）に延長された。品川以遠を行く京急線直通列車は押上で種別が変わっていた。2010年7月17日の成田スカイアクセス開業に伴うダイヤ改正で廃止された。
停車駅：（京急線・都営浅草線直通）- 押上 - 京成曳舟 - 京成立石 - 青砥 - 京成高砂

### 過去の臨時列車

#### 「成田山号」・「城ヶ島マリンパーク号」
1970年5月3日より5月休日に運行された。京急と京成の車両を2本ずつ使用した上で2往復ずつ運行し、京成成田行は「成田山号」、三浦海岸行は「城ヶ島マリンパーク号」と愛称を変えていた。停車駅は京急は快速特急、都営線内は各駅、京成線内は特急停車駅で運行されていた。同年7・8月の休日には逗子海岸駅発着を主に京成成田行は「パシフック号」、逗子海岸行は「逗子号」として3往復運行。この時の停車駅は京成・京急共に特急停車駅と同じとした。
その後1975年までは毎年1月、3月下旬、4月末 - 5月末、9月 - 11月に運行されたが1976年以降は1月のみの運行となった。1978年1月末まで運行。
2018年7月7日・8日と8月18日・19日には、3社局直通運転開始50周年を記念して復活運転が実施された。
- 「成田山号」（三崎口発京成成田行）は三崎口発京成高砂行き定期特急からの延長運転（都営浅草線・京成押上線内普通、本来は京成高砂到着後、三崎口行快特として折り返し）、京成高砂からは特急停車駅に京成小岩（定期快速を待避するための臨時停車）を追加。
- 「城ケ島・マリンパーク号」（京成成田発三浦海岸行）は全区間臨時列車で、京成線内押上までは特急、押上から都営浅草線・京急線内は快特で運転（青砥発三崎口行定期快特の続行便）。

車両は初日の「成田山号」は京急1500形1707編成が、「城ケ島・マリンパーク号」は京成3000形3038編成が用いられ、2日目はその逆とし、京急久里浜線早朝ローカル運用2本も京成車が代走している。

## 利用状況
2023年度の朝ラッシュ時最混雑区間は京成曳舟駅 → 押上駅間であり、ピーク時（7:40 - 8:40）の混雑率は149%である。
押上駅で都営地下鉄浅草線に直通するため、同駅は京成電鉄で最も乗降人員が多い駅となっている。押上駅で東京メトロ半蔵門線に接続しているため、直通先の都営地下鉄浅草線よりも混雑率が高い。
近年の輸送実績を下表に記す。表中、最高値を赤色で、最高値を記録した年度以降の最低値を青色で、最高値を記録した年度以前の最低値を緑色で表記している。
| 年度               | 最混雑区間（京成曳舟駅 → 押上駅間）輸送実績 | 最混雑区間（京成曳舟駅 → 押上駅間）輸送実績 | 最混雑区間（京成曳舟駅 → 押上駅間）輸送実績 | 最混雑区間（京成曳舟駅 → 押上駅間）輸送実績 | 特記事項                                                   |
| 年度               | 本数：本                                    | 輸送力：人                                  | 輸送人員：人                                | 混雑率：%                                   | 特記事項                                                   |
| ------------------ | ------------------------------------------- | ------------------------------------------- | ------------------------------------------- | ------------------------------------------- | ---------------------------------------------------------- |
| 1965年（昭和40年） | 20                                          | 10,160                                      | 20,743                                      | 204                                         | 最混雑区間は青砥駅 → 京成立石駅間                          |
| 1975年（昭和50年） | 18                                          | 13,716                                      | 23,570                                      | 172                                         | 最混雑区間は四ツ木駅 → 荒川駅間                            |
| 1980年（昭和55年） | 18                                          | 14,478                                      | 22,030                                      | 152                                         |                                                            |
| 1981年（昭和56年） | 18                                          | 14,478                                      | 22,220                                      | 153                                         |                                                            |
| 1982年（昭和57年） | 18                                          | 14,478                                      | 22,060                                      | 152                                         |                                                            |
| 1983年（昭和58年） | 18                                          | 14,986                                      | 22,210                                      | 148                                         |                                                            |
| 1984年（昭和59年） | 18                                          | 14,986                                      | 22,580                                      | 151                                         |                                                            |
| 1985年（昭和60年） | 19                                          | 15,748                                      | 23,960                                      | 152                                         |                                                            |
| 1986年（昭和61年） | 19                                          | 15,748                                      | 24,750                                      | 157                                         |                                                            |
| 1987年（昭和62年） | 19                                          | 15,748                                      | 25,270                                      | 160                                         |                                                            |
| 1988年（昭和63年） | 19                                          | 16,002                                      | 25,610                                      | 160                                         |                                                            |
| 1989年（平成元年） | 19                                          | 16,002                                      | 25,920                                      | 162                                         |                                                            |
| 1990年（平成02年） | 19                                          | 16,002                                      | 26,210                                      | 164                                         | 1991年3月31日、北総鉄道北総線京成高砂駅 - 新鎌ヶ谷駅間開業 |
| 1991年（平成03年） | 19                                          | 19,304                                      | 31,240                                      | 162                                         |                                                            |
| 1992年（平成04年） | 19                                          | 19,304                                      | 32,520                                      | 168                                         |                                                            |
| 1993年（平成05年） | 19                                          | 19,304                                      | 32,880                                      | 170                                         |                                                            |
| 1994年（平成06年） | 19                                          | 19,304                                      | 32,790                                      | 170                                         |                                                            |
| 1995年（平成07年） | 19                                          | 19,304                                      | 33,120                                      | 172                                         |                                                            |
| 1996年（平成08年） | 19                                          | 19,304                                      | 32,610                                      | 169                                         |                                                            |
| 1997年（平成09年） | 19                                          | 19,304                                      | 32,425                                      | 168                                         |                                                            |
| 1998年（平成10年） | 19                                          | 19,304                                      | 32,416                                      | 168                                         |                                                            |
| 1999年（平成11年） | 19                                          | 19,304                                      | 32,104                                      | 166                                         |                                                            |
| 2000年（平成12年） | 19                                          | 19,304                                      | 31,996                                      | 166                                         |                                                            |
| 2001年（平成13年） | 22                                          | 21,296                                      |                                             | 150                                         | 最混雑区間を京成曳舟駅 → 押上駅間に変更                    |
| 2002年（平成14年） | 22                                          | 21,296                                      | 33,009                                      | 155                                         | 2003年3月19日、営団地下鉄半蔵門線水天宮前駅 - 押上駅間開業 |
| 2003年（平成15年） | 22                                          | 21,296                                      | 33,650                                      | 158                                         |                                                            |
| 2004年（平成16年） | 22                                          | 21,296                                      |                                             | 159                                         |                                                            |
| 2005年（平成17年） | 22                                          | 21,296                                      |                                             | 159                                         |                                                            |
| 2006年（平成18年） | 22                                          | 21,296                                      | 33,925                                      | 159                                         |                                                            |
| 2007年（平成19年） | 22                                          | 21,296                                      | 34,020                                      | 160                                         |                                                            |
| 2008年（平成20年） | 22                                          | 21,296                                      | 34,040                                      | 160                                         |                                                            |
| 2009年（平成21年） | 22                                          | 21,296                                      | 33,990                                      | 160                                         |                                                            |
| 2010年（平成22年） | 24                                          | 23,232                                      | 37,070                                      | 160                                         | 2010年7月17日、京成成田空港線開業                          |
| 2011年（平成23年） | 24                                          | 23,232                                      | 35,948                                      | 155                                         |                                                            |
| 2012年（平成24年） | 24                                          | 23,232                                      | 35,745                                      | 154                                         |                                                            |
| 2013年（平成25年） | 24                                          | 23,232                                      | 35,655                                      | 153                                         |                                                            |
| 2014年（平成26年） | 24                                          | 23,232                                      | 35,298                                      | 152                                         |                                                            |
| 2015年（平成27年） | 24                                          | 23,232                                      | 35,338                                      | 152                                         |                                                            |
| 2016年（平成28年） | 24                                          | 23,232                                      | 34,759                                      | 150                                         |                                                            |
| 2017年（平成29年） | 24                                          | 23,232                                      | 33,230                                      | 143                                         |                                                            |
| 2018年（平成30年） | 24                                          | 23,232                                      | 34,660                                      | 149                                         |                                                            |
| 2019年（令和元年） | 24                                          | 23,232                                      | 34,411                                      | 148                                         |                                                            |
| 2020年（令和02年） | 23                                          | 22,264                                      | 20,327                                      | 91                                          |                                                            |
| 2021年（令和03年） | 23                                          | 22,264                                      | 20,660                                      | 93                                          |                                                            |
| 2022年（令和04年） | 23                                          | 22,264                                      | 28,465                                      | 128                                         |                                                            |
| 2023年（令和05年） | 23                                          | 22,264                                      | 33,200                                      | 149                                         |                                                            |

## 歴史
- 1912年（大正元年）11月3日 押上 - 曲金（現・京成高砂） - 伊予田（現・江戸川）間が開業。軌間1372mm。
- 1913年（大正2年）6月26日 曲金駅を高砂駅に改称。
- 1914年（大正3年）6月20日 曳舟（現・京成曳舟） - 四ツ木間に向島駅開業。
- 1922年（大正11年）6月5日 荒川放水路開削のため現在の八広付近 - 立石付近間を併用軌道から専用軌道の新線に切替え（京成全線から併用軌道が消滅）。
- 1923年（大正12年）7月11日 荒川駅（現・八広駅）開業。
- 1928年（昭和3年）11月1日 青砥駅開業。
- 1931年（昭和6年）11月18日 曳舟駅・立石駅をそれぞれ京成曳舟駅・京成立石駅に改称。
- 1932年（昭和7年）9月1日 押上 - 京成曳舟間に京成請地駅開業。
- 1943年（昭和18年）10月 京成請地駅、向島駅休止。
- 1944年（昭和19年） 上野公園（現・京成上野） - 京成成田間を本線、押上 - 青砥間を押上線とする。
- 1945年（昭和20年）2月20日 全線を軌道法による軌道から地方鉄道法による鉄道に変更。
- 1947年（昭和22年）3月1日 休止していた京成請地駅、向島駅を廃止。
- 1959年（昭和34年）11月11日 全線を標準軌（1435mm軌間）に改軌。
- 1960年（昭和35年）12月4日 都営地下鉄1号線（現・浅草線）と相互直通運転開始[2]。都営地下鉄1号線向島検修場への分岐点として京成曳舟 - 荒川（現・八広）間に向島信号場開設。
- 1968年（昭和43年）11月15日 向島検修場廃止に伴い、向島信号場廃止。
- 1991年（平成3年）1月5日 旧荒川橋梁にタンカーが激しく衝突する事故が発生。上下線ともレールがくの字に曲がるほどの損傷を被る。荒川を跨ぐ荒川 - 四ツ木間が数日間運休になり、両駅でそれぞれ折り返し運転となる。
  - 架け替え前の荒川橋梁は水面からの高さが低く、大きな船の通過は難しかった。また、船が橋梁に衝突することが何度もあり押上線が不通になったこともあった。加えて、橋梁が八広側・四つ木側ともに堤防の高さを下回るように架けられていたため、せっかく嵩上げした堤防が旧荒川橋梁部分で低くなり水防上全く嵩上げの意味をなさない状態だった。
- 1992年（平成4年） 1991年の事故を契機に、協定・調査段階であった荒川橋梁の架け替えと荒川 - 四ツ木間の高架化工事および荒川駅と四ツ木駅の高架化工事が開始。
- 1994年（平成6年）4月1日 荒川駅を八広駅に改称[14]。
- 1997年（平成9年）12月13日 八広 - 四ツ木間で架け替えを行っていた荒川橋梁および両駅高架の供用開始（上り線のみ）[15]。
- 1999年（平成11年）9月4日 八広 - 四ツ木間で新下り線の供用開始。
- 2001年（平成13年）
  - 9月15日 八広駅新駅舎の供用開始により、同駅の営業キロ程を0.1km押上方に改キロ。
  - 9月17日 八広駅3番線の供用開始により、優等列車の追い抜きが開始される。
- 2010年（平成22年）
  - 5月16日 京急蒲田駅付近高架化によるダイヤ改正に伴い、下り急行を横浜方面発着から西馬込発着に変更。
  - 7月7日 京成高砂駅金町線ホーム高架化によるダイヤ修正に伴い、金町線との直通運転を廃止。
  - 7月17日 成田空港線（成田スカイアクセス線）開業によるダイヤ改正に伴い、アクセス特急が新設され、急行を廃止[5]。
- 2011年（平成23年）
  - 3月11日 東北地方太平洋沖地震（東日本大震災）が発生したため、都営地下鉄浅草線・京急線・北総鉄道北総線・芝山鉄道線との相互直通運転が休止される。
  - 3月12日 京急線以外の各線との相互直通運転再開（京急線泉岳寺 - 品川間封鎖のため。翌日再開）。
  - 3月14日 震災による電力供給逼迫のため、東京電力が輪番停電（計画停電）を実施。これに伴い、この日から都営地下鉄浅草線・京急線・北総鉄道北総線・芝山鉄道線との相互直通運転が休止。
  - 3月 各線との相互直通運転を再開。ただし電力不足のため、9月頃まで節電ダイヤを実施。
- 2012年（平成24年）5月22日 押上駅に「スカイツリー前」の副駅名を付与。
- 2013年（平成25年）8月24日 押上 - 八広間で新上り線が供用開始、途中にある京成曳舟駅の上り線が高架化[16]。
- 2015年（平成27年）8月22日 押上 - 八広間で新下り線が供用開始、途中にある京成曳舟駅の下り線が高架化[17]。上下線高架化完成。同時に全線の保安装置をC-ATSに切り替え。
- 2028年（令和10年）4月 四ツ木駅 - 青砥駅間の上り線を高架に切り替える予定[18]。計画変更前は、2020年4月の予定だった[18]。
- 2030年（令和12年）3月 四ツ木駅 - 青砥駅間の下り線を高架に切り替える予定[18]。計画変更前は、2022年3月の予定だった[18]。

なお、1928年 - 1936年には1947年に廃駅となった向島駅から白鬚線が分岐していた。

## 駅一覧
- 全駅東京都内に所在。
- 停車駅…●：停車、｜：通過。普通電車は全駅に停車（表では省略）。優等種別（快速、通勤特急、特急、アクセス特急、快速特急）は全種別とも同一停車駅のため、一括して記載。
- 列車待避 … ◇：上下とも待避可能
- 線路 … 全線複線（表では省略）。

| 直通運転区間 | 直通運転区間 | 直通運転区間 | 直通運転区間 | 都営浅草線西馬込駅まで 京浜急行電鉄本線浦賀駅から（北行のみ） 京浜急行電鉄本線経由空港線羽田空港第1・第2ターミナル駅まで 京浜急行電鉄本線経由久里浜線三崎口駅まで 京浜急行電鉄本線経由逗子線逗子・葉山駅まで | 都営浅草線西馬込駅まで 京浜急行電鉄本線浦賀駅から（北行のみ） 京浜急行電鉄本線経由空港線羽田空港第1・第2ターミナル駅まで 京浜急行電鉄本線経由久里浜線三崎口駅まで 京浜急行電鉄本線経由逗子線逗子・葉山駅まで | 都営浅草線西馬込駅まで 京浜急行電鉄本線浦賀駅から（北行のみ） 京浜急行電鉄本線経由空港線羽田空港第1・第2ターミナル駅まで 京浜急行電鉄本線経由久里浜線三崎口駅まで 京浜急行電鉄本線経由逗子線逗子・葉山駅まで | 都営浅草線西馬込駅まで 京浜急行電鉄本線浦賀駅から（北行のみ） 京浜急行電鉄本線経由空港線羽田空港第1・第2ターミナル駅まで 京浜急行電鉄本線経由久里浜線三崎口駅まで 京浜急行電鉄本線経由逗子線逗子・葉山駅まで | 都営浅草線西馬込駅まで 京浜急行電鉄本線浦賀駅から（北行のみ） 京浜急行電鉄本線経由空港線羽田空港第1・第2ターミナル駅まで 京浜急行電鉄本線経由久里浜線三崎口駅まで 京浜急行電鉄本線経由逗子線逗子・葉山駅まで | 都営浅草線西馬込駅まで 京浜急行電鉄本線浦賀駅から（北行のみ） 京浜急行電鉄本線経由空港線羽田空港第1・第2ターミナル駅まで 京浜急行電鉄本線経由久里浜線三崎口駅まで 京浜急行電鉄本線経由逗子線逗子・葉山駅まで | 都営浅草線西馬込駅まで 京浜急行電鉄本線浦賀駅から（北行のみ） 京浜急行電鉄本線経由空港線羽田空港第1・第2ターミナル駅まで 京浜急行電鉄本線経由久里浜線三崎口駅まで 京浜急行電鉄本線経由逗子線逗子・葉山駅まで | 都営浅草線西馬込駅まで 京浜急行電鉄本線浦賀駅から（北行のみ） 京浜急行電鉄本線経由空港線羽田空港第1・第2ターミナル駅まで 京浜急行電鉄本線経由久里浜線三崎口駅まで 京浜急行電鉄本線経由逗子線逗子・葉山駅まで |
| KS45         | 押上駅       | -            | 0.0          | ● | 都営地下鉄： 浅草線 (A-20) （直通運転：上記参照） 東京地下鉄： 半蔵門線 (Z-14) 東武鉄道： 伊勢崎線（東武スカイツリーライン） (TS-03)                                                                         | ◇ | 墨田区 | | | | |
| KS46         | 京成曳舟駅   | 1.1          | 1.1          | ｜ | | | 墨田区 | | | | |
| KS47         | 八広駅       | 1.2          | 2.3          | ｜ | | ◇ | 墨田区 | | | | |
| KS48         | 四ツ木駅     | 0.8          | 3.1          | ｜ | | | 葛飾区 | | | | |
| KS49         | 京成立石駅   | 1.5          | 4.6          | ｜ | | | 葛飾区 | | | | |
| KS09         | 青砥駅       | 1.1          | 5.7          | ● | 京成電鉄： 本線（直通運転：下記参照） | | 葛飾区 | | | | |
| 直通運転区間 | 直通運転区間 | 直通運転区間 | 直通運転区間 | 京成本線成田空港駅まで 北総鉄道北総線印旛日本医大駅まで 東成田線経由芝山鉄道芝山鉄道線芝山千代田駅まで 成田空港線（成田スカイアクセス線）経由成田空港駅まで                                                  | 京成本線成田空港駅まで 北総鉄道北総線印旛日本医大駅まで 東成田線経由芝山鉄道芝山鉄道線芝山千代田駅まで 成田空港線（成田スカイアクセス線）経由成田空港駅まで                                                  | 京成本線成田空港駅まで 北総鉄道北総線印旛日本医大駅まで 東成田線経由芝山鉄道芝山鉄道線芝山千代田駅まで 成田空港線（成田スカイアクセス線）経由成田空港駅まで                                                  | 京成本線成田空港駅まで 北総鉄道北総線印旛日本医大駅まで 東成田線経由芝山鉄道芝山鉄道線芝山千代田駅まで 成田空港線（成田スカイアクセス線）経由成田空港駅まで                                                  | 京成本線成田空港駅まで 北総鉄道北総線印旛日本医大駅まで 東成田線経由芝山鉄道芝山鉄道線芝山千代田駅まで 成田空港線（成田スカイアクセス線）経由成田空港駅まで                                                  | 京成本線成田空港駅まで 北総鉄道北総線印旛日本医大駅まで 東成田線経由芝山鉄道芝山鉄道線芝山千代田駅まで 成田空港線（成田スカイアクセス線）経由成田空港駅まで                                                  | 京成本線成田空港駅まで 北総鉄道北総線印旛日本医大駅まで 東成田線経由芝山鉄道芝山鉄道線芝山千代田駅まで 成田空港線（成田スカイアクセス線）経由成田空港駅まで                                                  | 京成本線成田空港駅まで 北総鉄道北総線印旛日本医大駅まで 東成田線経由芝山鉄道芝山鉄道線芝山千代田駅まで 成田空港線（成田スカイアクセス線）経由成田空港駅まで                                                  |

### 廃駅
- 京成請地駅 （押上 - 京成曳舟間、1943年10月休止、1947年3月1日廃止）
- 向島駅 （京成曳舟 - 八広間、1943年10月休止、1947年3月1日廃止）